# 桝田直
桝田 直（ますだ ただし、1951年5月19日- ）は、日本の実業家。スターバックスコーヒージャパン代表取締役最高執行責任者、コクミン代表取締役社長、スギホールディングス代表取締役社長を歴任した。

## 人物・経歴
兵庫県神戸市生まれ。1974年関西学院大学社会学部卒業、ジャスコ入社。1998年ジャスコ情報・物流本部長。2003年からスターバックスコーヒージャパン代表取締役最高執行責任者（COO）を務め、物流や情報システムの改革にあたり、物流センターを大井コンテナふ頭から船橋市に移転するなどした。実際の物流センターの移転前に退任し、在任期間は2年だったが、その後のV字回復の立役者と評される。
2005年コクミン代表取締役社長。2007年三光マーケティングフーズ社外取締役。2009年スギホールディングス顧問。2010年スギホールディングス代表取締役社長執行役員。2013年スギホールディングス代表取締役社長。2017年スギホールディングス特別顧問。2018年SWING GROWを設立し、同社代表取締役社長に就任。NTTロジスコなどの企業の顧問や、アドバイザリーとして活動した。